# 特露德·约胡姆-拜泽尔
特露德·约胡姆-拜泽尔（德語：Trude Jochum-Beiser，1927年9月2日—），奥地利女子高山滑雪运动员。她曾代表奥地利参加1948年和1952年冬季奥林匹克运动会高山滑雪比赛，获得一枚金牌。